# 冷凍劑
冷冻剂（refrigerant）须是无毒、不燃、无爆炸性、化学稳定性以及具有适合于作为冷冻循环介质的热力学性能。

## 简介
冷冻剂通常是指低沸点的液体，它在需要冷冻的环境下汽化吸收热量，产生冷冻环境；又在其他环境下液化放出热量，然后又回到需要冷冻的环境下，如此循环即为冷冻循环。这种两相不断变化的冷冻剂称为初级冷冻剂（primary refrigerant），如氨、氯氟烃（在空调中运用广泛）、乙烯、丙烯等；然而还有部分冷冻剂在循环中无相变（即不发生汽液变化），这类冷冻剂称为次级冷冻剂（secondary refrigerant），例如盐水、空气、水等。

## 资料来源
1. ↑  .   [2012-07-26]. （原始内容存档于2012-02-14）.